# الإمبراطور جوانجشو
إمبراطور جوانجكسو (14 أغسطس 1871 - 14 نوفمبر 1908)، المعروف أيضًا باسم معبده الإمبراطور ديزونغ من تشينغ، والاسم الشخصي زيتيان، كان الإمبراطور العاشر من أسرة تشينغ، والإمبراطور التاسع من أسرة تشينغ. الإمبراطور ليحكم الصين نفسها. حكمه، الذي استمر من 1875 إلى 1908، كانت تهيمن عليه إلى حد كبير عمته الإمبراطورة الأرملة تسيشي. بدأ جوانجكسو إصلاح المائة يوم الجذري، لكنه توقف فجأة عندما قامت الإمبراطورة الأرملة بانقلاب في عام 1898، وبعد ذلك تم احتجازه تحت الإقامة الجبرية الفعلية حتى وفاته.